# 3314 Beals
3314 Beals је астероид главног астероидног појаса чија средња удаљеност од Сунца износи 2,218 астрономских јединица (АЈ).
Апсолутна магнитуда астероида је 13,1.